# Vladimir Sinyavsky
Vladimir Sinyavsky est un lutteur soviétique né le 18 novembre 1932 et mort le 27 décembre 2012. Il est spécialisé en lutte libre.

## Palmarès

### Jeux olympiques
- Médaille d'argent dans la catégorie des moins de 67 kg en 1960 à Rome[1]

### Championnats du monde
- Médaille d'or aux championnats du monde de 1959.
- Médaille d'argent aux championnats du monde de 1961.